# Maurice de Guérin

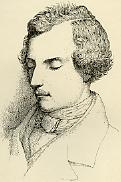
Maurice de Guérin

Georges Maurice de Guérin du Cayla (n. 4 august 1810 - d. 19 iulie 1839) a fost un poet francez.
A scris poeme romantice în proză în care a descris frumusețile naturii și proză autobiografică.

## Scrieri
- 1840: Centaurul ("Le centaure")
- 1861: Bacanta ("La bacchante")
- 1865: Caietul verde ("Le cahier vert").